# Leslie Uggams
Leslie Marian Uggams (/ˈʌɡəmz/ sinh ngày 25 tháng 5 năm 1943) là nữ diễn viên, ca sĩ người Mỹ. Bà bắt đầu sự nghiệp từ đầu những năm 1950 với tư cách là một diễn viên nhí. Với vai diễn trong vở nhạc kịch Hallelujah, Baby! của sân khấu Broadway, bà giành được một Giải Sân khấu Thế giới năm 1967 và một Giải Tony cho Nữ diễn viên nhạc kịch xuất sắc nhất năm 1968. Uggams sau đó được biết tới nhiều hơn qua vai Kizzy Reynolds trong phim truyền hình Roots (1977), vai diễn mang về cho bà các đề cử giải Quả cầu vàng và Emmy.
Năm 2016, bà thủ vai Blind Al trong phim siêu anh hùng Deadpool và các phần tiếp theo Deadpool 2 (2018), Deadpool & Wolverine (2024). Các vai diễn nổi bật khác của bà có thể kể tới như: Leah Walker trong phim ca nhạc Empire (2016–2020, đài Fox), Agnes Ellison trong phim hài chính kịch American Fiction (2023) và Betty Pearson trong Fallout (2024) của Amazon Prime Video, dựa trên trò chơi điện tử cùng tên.

## Tiểu sử
Uggams sinh ra tại Harlem, thành phố New York. Bà từng theo học Trường Năng khiếu Professional Children và sau đó là Trường Nghệ thuật Juilliard của New York. Cô của bà, ca sĩ Eloise C. Uggams là người đã động viên bà theo học âm nhạc.

## Danh sách phim

### Điện ảnh
| Năm  | Tên                       | Vai                      | Ct |
| ---- | ------------------------- | ------------------------ | --- |
| 1962 | Two Weeks in Another Town |                          | |
| 1972 | Skyjacked                 | Lovejoy Wells            | |
| 1972 | Black Girl                | Netta                    | |
| 1975 | Poor Pretty Eddie         | Elizabeth 'Liz' Wetherly | |
| 1993 | Sugar Hill                | Doris Holly              | |
| 2009 | Toe to Toe                | Bà ngoại                 | |
| 2014 | Just the Three of Us      | Regina                   | Phim ngắn |
| 2016 | Deadpool                  | Blind Al                 | Giải Điện ảnh All Def cho "Best Superhero Token Sidekick" |
| 2018 | Deadpool 2                | Blind Al                 | |
| 2021 | The Ravine                | Joanna                   | Giải thưởng phim Los Angeles cho Dàn diễn viên xuất sắc nhất |
| 2022 | Nanny                     | Kathleen                 | |
| 2022 | Dotty & Soul              | Dotty                    | |
| 2023 | American Fiction          | Agnes Ellison            | Đề cử — Giải AARP Movies for Grownups cho Nữ diễn viên phụ xuất sắc nhất Đề cử — Giải SAG cho dàn diễn viên điện ảnh xuất sắc nhất Đề cử — Giải Hiệp hội phê bình phim Washington D.C. cho Dàn diễn viên xuất sắc nhất Đề cử — Giải Hiệp hội phê bình phim Georgia cho Dàn diễn viên xuất sắc nhất |
| 2024 | Deadpool & Wolverine      | Blind Al                 | |